# Тенета, Алексей Ильич
Алексей Ильич Тенета (3 сентября 1899, деревня Щиперно, Варшавская губерния — 10 июля 1972, Москва) — советский скульптор и график. Заслуженный деятель искусств РСФСР (23 июля 1969). Работал в станковой, монументальной и монументально-декоративной скульптуре.

## Биография
Родился и провёл детство деревне Щипёрно под Варшавой, где его отец служил лесничим, затем с семьёй переехал в Москву. Будучи гимназистом, много времени уделял рисованию и лепке.
С 1910 года учился в Замоскворецкой художественной школе в Москве, директором которой был Б. Н. Терновец.
Творческий путь молодого художника начался в первые послереволюционные годы в г. Петровске Саратовской губернии. В 1921 году бюст коммунара работы А. И. Тенеты был установлен перед зданием Петровской художественной школы. В том же году художник с проектом памятника 26 коммунистам, погибшим при налёте белогвардейской конницы, занял 1-е место в конкурсе, организованном в Петровске.
В 1921—1925 годах Тенета учился во ВХУТЕМАСе у Б. Д. Королева и А. М. Лавинского. Во время учёбы создал свой первый памятник — фигуру рабочего-большевика с революционным знаменем. В 1925 году на выставке дипломных работ ВХУТЕМАСа представил две своих дипломных работы: проект монумента «Ленин в Октябре» и памятник волжским бурлакам.
В конце 1920-х — начале 1930-х годов создал ряд известных работ: статую «Строитель» для шлюза № 5 канала «Москва—Волга»; декоративный фонтан «Юноша с осетром»; скульптуру «Физкультурник» для стадиона в Черкизово; скульптуру «Металлург» в г. Макеевке в Донбассе; композицию «Семья» для жилого комплекса на улице Горького в Москве. Наиболее известное произведение этого периода — проект памятника стахановскому движению для выставки «Индустрия социализма». Центральная фигура шахтера из этой композиции была представлена на Международной выставке в Нью-Йорке в 1939 году.
К концу послевоенного периода художник подходит зрелым мастером. Из числа работ конца 1930-х — начала 1940-х годов можно отметить проект памятника Н. В. Гоголю (1937), композиции рельефов «Советская семья» и «Физкультура» для здания Гознака на проспекте Мира в Москве (1936), монументальный бюст казахского национального героя Амангельды Иманова (1941).
В годы Великой Отечественной войны А. Тенета продолжал создавать монументальные произведения, проникнутые героикой и патриотизмом. В этот период создал проект монумента «Города-герои», фрагменты из которого («Москва военная» и «Герой-севастополец») показаны на Всесоюзной художественной выставке в 1943—1944 годах; рельеф, посвящённый подвигу снайперов Натальи Ковшовой и Марии Поливановой, созданный по заказу Авиапрома. В 1943—1947 годах работал над памятником партизанам, сражавшимся с фашистскими захватчиками на Селигере, который ныне находится в городе Осташкове Тверской области.
Проявил себя и как талантливый декоратор. В 1950-е годы создал скульптурную группу, венчающую фронтон и рельефные композиции для театра в Твери, ряд скульптур для фонтана «Дружба народов» на ВДНХ.
В 1961 году создал свою самую значительную работу — памятник «Борцам за власть Советов на Дальнем Востоке» на центральной площади Владивостока, который считается одним из лучших монументальных произведений советских скульпторов послевоенного периода.
Произведения скульптора находятся в Третьяковской галерее, Русском музее, многих региональных музеях и частных коллекциях.
- Заслуженный деятель искусств РСФСР (23 июля 1969)

Похоронен на Ваганьковском кладбище.
Жена — Татьяна Осиповна Волкова, внучка профессора историка Е.А.Мороховца.
- Сыновья: Остал Алексеевич Тенета (род. 1925), участник Великой Отечественной войны; Илья Алексеевич Тенета (1927—1967), скульптор[6], окончил МГХИ им. В.И. Сурикова, ученик Н.В.Томского, член МОСХ.
  - Внуки: Владимир Ильич Тенета (род. 1952), архитектор[7][8], Заслуженный деятель искусств Чувашии, лауреат Государственной премии РФ;  Андрей Ильич Тенета (род. 1959), актер (фильмы «Перевод с английского» (Леня Пушкарев), «Поражение» (Олег Тулин)[9].

2-й брак — Нина Ивановна Боровская (1927—1995), художник. 
- Дочь — Виктория Алексеевна Тенета (1962 - 2025), художник[10][11].

## Произведения
- Памятник «Партизанам Великой Отечественной войны 1941—1945 годов» в г. Осташкове (1958).
- Памятник «Борцам за власть Советов на Дальнем Востоке» в г. Владивостоке (1961).